# Галліцин Тауншип (округ Камбрія, Пенсільванія)
Галліцин Тауншип (англ. Gallitzin Township) — селище (англ. township) в США, в окрузі Кембрія штату Пенсільванія. Населення — 1273 особи (2020).

## Демографія
Згідно з переписом 2010 року, у селищі мешкали 1324 особи в 494 домогосподарствах у складі 388 родин. Було 529 помешкань
Расовий склад населення:
| - 99,4 % — білих - 0,1 % — корінних американців - 0,1 % — азіатів |

До двох чи більше рас належало 0,4 %. Частка іспаномовних становила 1,2 % від усіх жителів.
За віковим діапазоном населення розподілялося таким чином: 21,9 % — особи молодші 18 років, 65,0 % — особи у віці 18—64 років, 13,1 % — особи у віці 65 років та старші. Медіана віку мешканця становила 43,5 року. На 100 осіб жіночої статі у селищі припадало 112,9 чоловіків;  на 100 жінок у віці від 18 років та старших — 115,4 чоловіків також старших 18 років.
Середній дохід на одне домашнє господарство  становив 67 728 доларів США (медіана — 63 606), а середній дохід на одну сім'ю — 73 410 доларів (медіана — 68 409). Медіана доходів становила 45 000 доларів для чоловіків та 38 611 долар для жінок. За межею бідності перебувало 7,2 % осіб, у тому числі 9,5 % дітей у віці до 18 років та 5,5 % осіб у віці 65 років та старших.
Цивільне працевлаштоване населення становило 685 осіб. Основні галузі зайнятості: освіта, охорона здоров'я та соціальна допомога — 36,8 %, виробництво — 12,7 %, будівництво — 9,6 %, транспорт — 8,0 %.